# Politique dans la Nièvre
Le département français de la Nièvre est un département créé le 4 mars 1790 en application de la loi du 22 décembre 1789, à partir des anciennes provinces du Nivernais et de Bourgogne. Les 309 actuelles communes, dont presque toutes sont regroupées en intercommunalités, sont organisées en 17 cantons permettant d'élire les conseillers départementaux. La représentation dans les instances régionales est quant à elle assurée par 7 conseillers régionaux. Le département est également découpé en 2 circonscriptions législatives, et est représenté au niveau national par deux députés et deux sénateurs. 

## Représentation politique et administrative

### Préfets et arrondissements

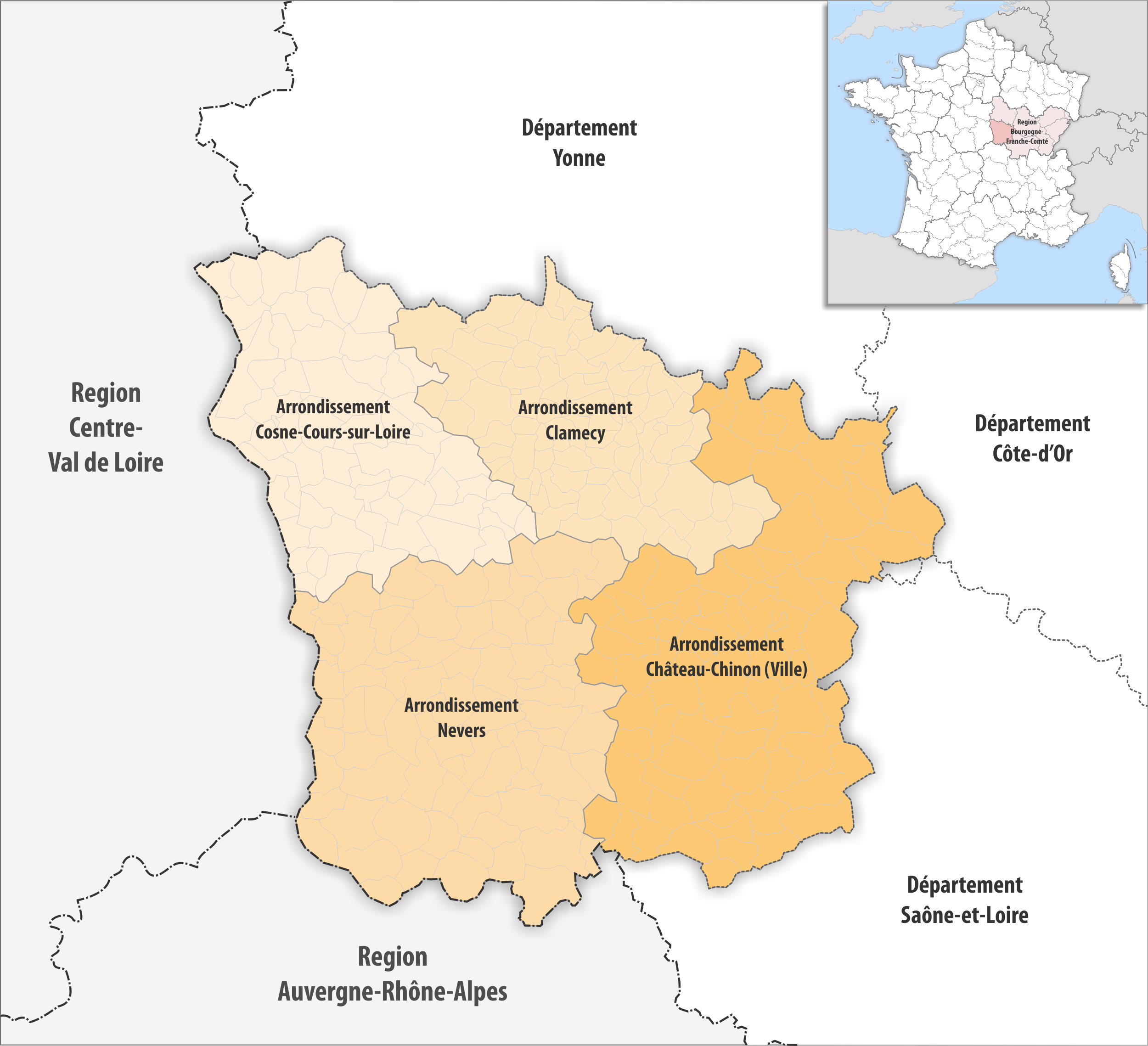
Arrondissements

La préfecture de la Nièvre est localisée à Nevers. Le département possède en outre trois sous-préfectures à Château-Chinon, Clamecy et Cosne-Cours-sur-Loire.

### Députés et circonscriptions législatives

Circonscriptions et affiliations à l'issue des élections de 2024.

| Circ. | Nom            |  | Parti | Groupe                 | Suppléant       |
| ----- | -------------- |  | ----- | ---------------------- | --------------- |
| 1re   | Perrine Goulet |  | MoDem | Les Démocrates         | Sylvain Cointat |
| 2e    | Julien Guibert |  | RN    | Rassemblement national | Lucile Ronceray |

### Sénateurs
| Nom             |  | Parti | Groupe                                | Autres mandats (passés ou actuels)     |
| --------------- |  | ----- | ------------------------------------- | -------------------------------------- |
| Patrice Joly    |  | PS    | Socialiste, écologiste et républicain |                                        |
| Nadia Sollogoub |  | DVD   | Union centriste                       | Maire de Neuvy-sur-Loire (2008 → 2017) |

### Conseillers départementaux

Cantons et affiliations à l'issue des élections de 2021.

| Canton                  | Conseiller Sortant   | Parti | Parti | Conseiller élu             | Parti | Parti |
| ----------------------- | -------------------- | ----- | ----- | -------------------------- | ----- | ----- |
| La Charité-sur-Loire    | Blandine Delaporte   |       | PS    | Blandine Delaporte         |       | PS    |
| La Charité-sur-Loire    | Jacques Legrain      |       | PS    | Thierry Guyot              |       | DVG   |
| Château-Chinon          | Michèle Dardant      |       | PS    | Michèle Dardant            |       | PS    |
| Château-Chinon          | Patrice Joly         |       | PS    | Patrice Joly               |       | PS    |
| Clamecy                 | Catherine Mer        |       | LR    | Anouck Camain              |       | MoDem |
| Clamecy                 | Philippe Nolot       |       | LR    | Christophe Deniaux         |       | UDI   |
| Corbigny                | Fabien Bazin         |       | PS    | Fabien Bazin               |       | PS    |
| Corbigny                | Anne Verin           |       | PS    | Séverine Bernard           |       | PS    |
| Cosne-Cours-sur-Loire   | Anne-Marie Chêne     |       | LR    | Anne-Marie Chêne           |       | LR    |
| Cosne-Cours-sur-Loire   | Michel Veneau        |       | LR    | Franck Michot              |       | DVC   |
| Decize                  | Nathalie Forest      |       | PS    | Justine Guyot              |       | PS    |
| Decize                  | Alain Lassus         |       | PS    | Frédéric Roy               |       | DVG   |
| Fourchambault           | Stéphanie Bézé       |       | PS    | Stéphanie Bézé             |       | PS    |
| Fourchambault           | Alain Herteloup      |       | PS    | Alain Herteloup            |       | PS    |
| Guérigny                | Corinne Bouchard     |       | DVD   | Corinne Bouchard           |       | DVD   |
| Guérigny                | Marc Gauthier        |       | DVD   | Jean-Luc Gauthier          |       | LR    |
| Imphy                   | Daniel Barbier       |       | DVG   | Daniel Barbier             |       | DVG   |
| Imphy                   | Joëlle Julien        |       | PS    | Joëlle Julien              |       | PS    |
| Luzy                    | Jocelyne Guérin      |       | PS    | Jocelyne Guérin            |       | PS    |
| Luzy                    | Michel Mulot         |       | PS    | Michel Mulot               |       | PS    |
| Nevers-1                | Maryse Augendre      |       | PS    | Maryse Augendre            |       | PS    |
| Nevers-1                | Jean-Louis Balleret  |       | PS    | Jean-Paul Fallet           |       | PS    |
| Nevers-2                | Daniel Bourgeois     |       | G.s   | Laurence Barao             |       | DVC   |
| Nevers-2                | Delphine Fleury      |       | PS    | Jérôme Malus               |       | DVC   |
| Nevers-3                | Carole Boirin        |       | LR    | Martine Gaudin             |       | PS    |
| Nevers-3                | Daniel Rostein       |       | LR    | Wilfrid Séjeau             |       | EÉLV  |
| Nevers-4                | Myrianne Bertrand    |       | LREM  | Véronique Khouri           |       | DVC   |
| Nevers-4                | Philippe Morel       |       | MR    | Michel Suet                |       | DVC   |
| Pouilly-sur-Loire       | Pascale de Mauraige  |       | DVD   | Patrick Bondeux            |       | DVD   |
| Pouilly-sur-Loire       | Thierry Flandin      |       | DVD   | Pascale de Mauraige        |       | DVD   |
| Saint-Pierre-le-Moûtier | Guy Hourcabie        |       | PS    | Marie-France de Riberolles |       | LR    |
| Saint-Pierre-le-Moûtier | Vanessa Louis-Sidney |       | PS    | David Verron               |       | LR    |
| Varennes-Vauzelles      | Jean-François Dubois |       | MR    | Éliane Desabre             |       | PS    |
| Varennes-Vauzelles      | Fabienne Grandcler   |       | DVG   | Lionel Lécher              |       | PCF   |

### Conseillers régionaux
Présidence : Marie-Guite Dufay (Doubs)
|            | Parti | Siège |
| ---------- | ----- | ----- |
| Majorité   |       |       |
|            | PS    | 2     |
|            | PCF   | 1     |
|            | DVG   | 1     |
| Opposition |       |       |
|            | LREM  | 1     |
|            | TdP   | 1     |
|            | RN    | 1     |

### Maires

Carte des 309 communes de la Nièvre au 1er janvier 2022.

| Commune               | Maire             |  | Parti | Élection | Population |
| --------------------- | ----------------- |  | ----- | -------- | ---------- |
| Cosne-Cours-sur-Loire | Daniel Gillonnier |  | SE    | 2020     | 9 415      |
| Decize                | Justine Guyot     |  | PS    | 2017     | 5 193      |
| Nevers                | Denis Thuriot     |  | RE    | 2014     | 32 284     |
| Varennes-Vauzelles    | Olivier Sicot     |  | PCF   | 2020     | 9 195      |